# The Movie Database
The Movie Database (TMDb, englisch für die Filmdatenbank) ist eine kollaborative Filmdatenbank. Das Projekt wurde 2008 von Travis Bell gegründet, um Filmposter zu sammeln. Die initiale Datenbank war eine Spende vom  freien Projekt Open Media Database (omdb). TMDb ist ein Konkurrenzprojekt zur kommerziellen Internet Movie Database und kann z. B. von der Mediacenter-Software Kodi genutzt werden.
2010 wurde TMDb an die Firma Fan TV verkauft, allerdings wird die Seite immer noch von ihrem Gründer verwaltet. In der Datenbank befanden sich Mitte 2020 568.729 Filme und 1.752.577 Personen.